# Schillerlocke (Fisch)

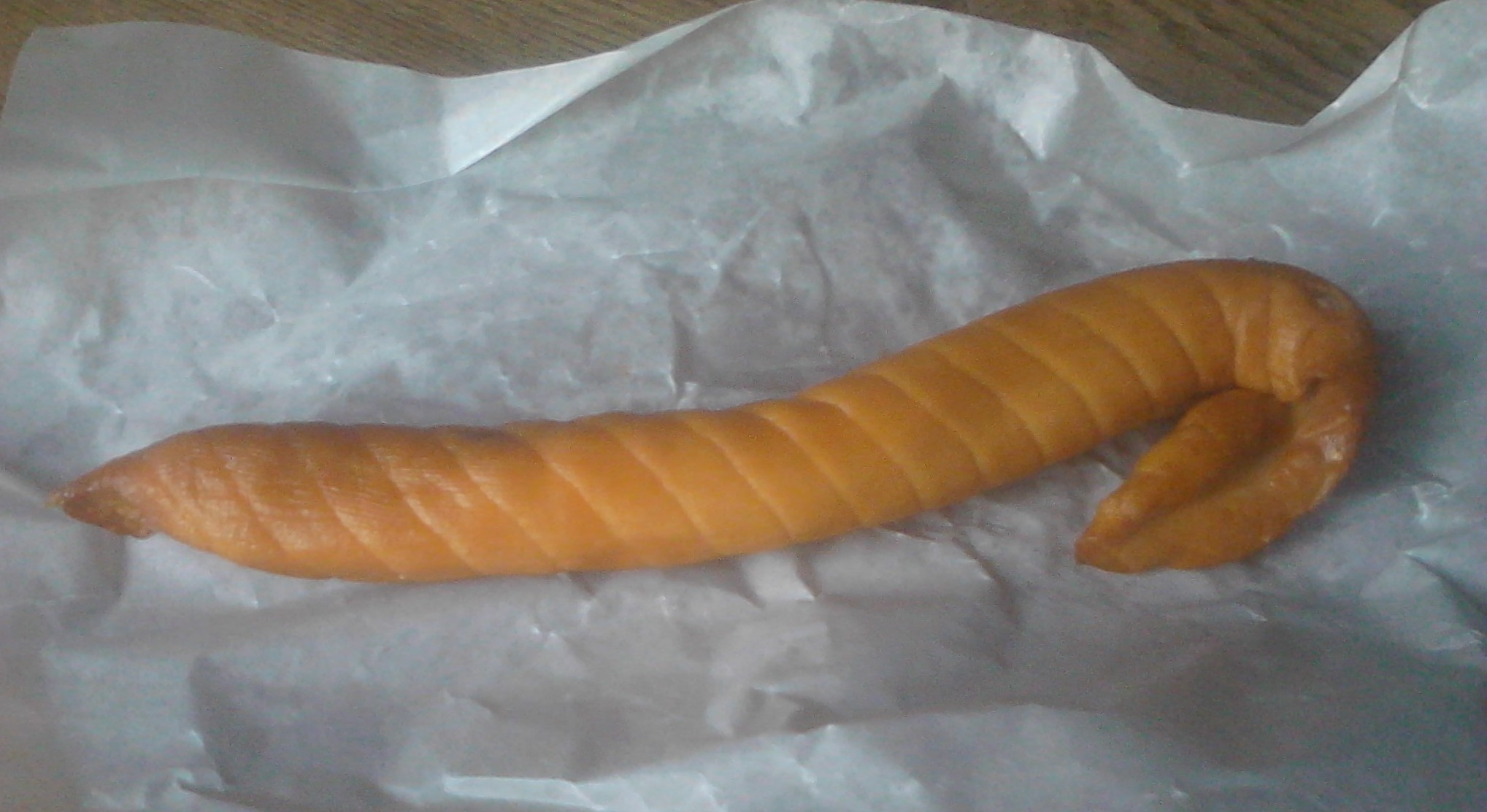
Schillerlocke

Schillerlocken sind enthäutete, geräucherte Bauchlappen des Dornhais. Beim Räuchern rollen sich die etwa 20 Zentimeter langen, dünnen Lappen röhrenförmig ein und krümmen sich am Ende. Die Form erinnere an die Frisur Friedrich Schillers mit langen Nackenlocken, daher der von ihr entlehnte Handelsname.
Der Dornhai ist durch Überfischung bedroht und wird in der Roten Liste gefährdeter Arten der IUCN als gefährdet („vulnerable“) geführt. Im Handel wird teilweise als Ersatz Goldlocke aus Tilapia angeboten.
Schillerlocken, wie auch die als Seeaal gehandelten Rückenmuskeln des Dornhais, enthalten pro Kilogramm im Durchschnitt rund 700 Mikrogramm Methylquecksilber überwiegend natürlicher Herkunft. Als für Erwachsene tolerable Tagesdosis von Methylquecksilber gelten 0,1 Mikrogramm pro Kilogramm Körpergewicht.